# Từ Chẩm Á
Từ Chẩm Á (tiếng Trung: 徐枕亞, 1889 - 1937) là bút danh một tác gia văn học hiện đại Trung Quốc.

## Lịch sử
Từ Chẩm Á sinh ngày 05 tháng 08 năm 1889 tại Thường Thục thôn Giang Tô tỉnh Đại Thanh quốc (nay là địa cấp thị Thường Thục tỉnh Giang Tô nước Cộng hòa Nhân dân Trung Hoa) trong gia tộc thuộc dòng thư hương. Ông được cha đặt nguyên danh Từ Giác (徐覺), tự Chẩm Á (枕亞), hiệu Từ Từ (徐徐), Đông Hải tam lang (東海三郎), Khấp Châu Sinh (泣珠生).
Thuở nhỏ, do thân phụ Từ Mi Sinh không đỗ đạt nên chỉ ở nhà dạy học, vì thế Từ Giác được thụ hưởng nền giáo dục rất nghiêm cẩn. Cụ để lại cho ông tập Tự Di Thất tùng sao (自怡室叢鈔).
Năm 1903, ông cùng anh trai Thiên Khiếu ghi danh học trường sư phạm Ngu Nam rồi năm sau tất nghiệp làm giáo sư tại trường, mà thân phụ làm hiệu trưởng. Tuy nhiên, trường phải đóng cửa năm 1907 vì hiệu trưởng Từ Mi Sinh lâm trọng bệnh. Ông phải xin đổi tới một trấn nhỏ ở Vô Tích dạy học. Tại đây, Từ Giác có mối tư tình với quả phụ Trần Bội Phân, mẹ một nam sinh. Nhưng năm 1910, ông lại thành hôn với cô Thái Nhụy Châu - cháu bà Trần. Thời kì này, Từ Giác khởi thảo tiểu thuyết Ngọc lê hồn (玉梨魂), dựa theo sự kiện nóng đương thời là khởi nghĩa Vũ Xương cùng mối quan hệ của ông với bà Trần. Năm 1911, tác phẩm đem ấn hành tại nhà in Dân Quyền Thượng Hải gây cơn sốt trong quần chúng văn chương. Giai đoạn 1911-3 tác phẩm liên tục được tái bản với hàng ngàn quyển, chia làm nhiều kích thước để đáp ứng nhu cầu ngày càng lớn. Ngọc lê hồn sau đó được du nhập tới các thị trường văn học đang thịnh dần như Hương Cảng, Bắc Kỳ, Tân Gia Ba... gây nên một trường phái văn chương hoàn toàn mới mà báo giới gọi uyên ương hồ điệp (鴛鴦蝴蝶派).
Nhờ vị thế sẵn có này, Từ Giác đặt bút danh Từ Chẩm Á, gia nhập Nam xã - một bút hội thành lập ngay sau Cách mạng Tân Hợi. Khi Đệ nhất thế chiến kết thúc, Từ Chẩm Á tích cực làm báo và xuất bản các thi tập. Trong thời kì hoạt động bí mật, ban thường vụ Trung Cộng giao ông đảm trách tạp chí Hướng đạo làm cơ quan ngôn luận của Đảng tại khu vực duyên hải Đông Bộ.
Từ năm 1934, sự nghiệp ông bắt đầu sa sút theo sự suy kiệt sức khỏe. Sau khi vợ đầu và vợ sau lần lượt mất, ông suy sụp nghiêm trọng. Ngày 27 tháng 09 năm 1937, Từ Chẩm Á tạ thế trong bạo bệnh.

## Quyến thuộc
- Thân phụ: Từ Mi Sinh
- Bào huynh: Từ Thiên Khiếu
- Phu nhân: Thái Nhụy Châu (1910-22), Lưu Nguyên Dĩnh (1926-36)
- Tình nhân: Trần Bội Phân (1909-10)

## Ảnh hưởng
Trong thời kì Âu phong Á vũ, tên tuổi Từ Chẩm Á sánh ngang với các nhân vật tiêu biểu nhất của văn học hiện đại Trung Quốc, và thuộc số ít tác gia vượt được vấn đề ý thức hệ, nhận được sự quan tâm tán đồng của nhiều tổ chức chính trị và văn nghệ khác biệt nhau.
Tại Đông Dương, sớm nhất là năm 1919 bắt đầu có các bản dịch Từ Chẩm Á của Trúc Khê Ngô Văn Triện, Nhượng Tống, Nguyễn Khắc Hanh, Đoàn Tư Thuật. Tuy nhiên, trước đó nhiều năm đã có tác gia Hoàng Ngọc Phách thừa nhận ảnh hưởng của Từ Chẩm Á để sáng tạo tác phẩm Tố Tâm. Sau này, tác gia mới hơn như Lan Khai cũng tiếp nhận tích cực, lập thành dòng văn chương đô thị mới mẻ tại Bắc Kỳ.
Trên Nam Phong tạp chí, Phụ nữ thời đàm, tác gia Phan Bội Châu đã đăng các bài đặt vấn đề phụ nữ tự sát và liên hệ với tác phẩm Từ Chẩm Á, gây nên cuộc tranh luận sôi nổi suốt ba thập niên đầu thế kỷ XX về tác gia này.

## Liên kết
1. ↑  Phụ nữ tự sát - Lỗi tại tiểu thuyết ?

### Tư liệu
- Thông tin Bách Độ Bách Khoa
- Nhượng Tống dịch Ngọc lê hồn
- Tiểu thuyết ngôn tình Trung Quốc tại Việt Nam dưới góc nhìn văn hóa đại chúng